# Baltikumer
Als Baltikumer werden die deutschen Soldaten und Freikorps-Angehörigen bezeichnet, die 1919 nach Ende des Ersten Weltkriegs als Freiwillige in Lettland und Litauen kämpften.

## Geschichte
Die Freikorps im Baltikum wurden ab Dezember 1918 angeworben, um ein Vordringen der Bolschewiki aus Sowjetrussland auf Ostpreußen zu verhindern. Es meldeten sich vor allem nationalistisch und monarchistisch eingestellte ehemalige Weltkriegssoldaten. An der Front im Baltikum gab es keine Soldatenräte, und es wurde nach wie vor unter der Schwarz-Weiß-Roten Flagge gekämpft. Die Freikorps-Angehörigen waren lediglich auf ihren jeweiligen Führer vereidigt und berüchtigt für Schiebereien und Plünderungen. Später ignorierten Teile der Baltikumtruppen offen die Befehle der Regierung der Weimarer Republik. Im Winter 1919 mussten sie geschlagen nach Deutschland zurückkehren.
Die Soldatenräte in Deutschland und die linken sozialistischen Parteien befürchteten die Entstehung einer Weißen Garde im Baltikum. Während der Novemberrevolution prägte die Presse den abwertenden Begriff „Baltikumer“, den die Truppen für sich übernahmen. In der Weimarer Republik und in der NS-Zeit wurde um die Baltikumer ein Mythos entwickelt: Als letzte Frontkämpfer des Weltkriegs seien sie auch gleichzeitig die ersten Vorkämpfer einer „Erneuerung“ Deutschlands unter Hitler gewesen.